# George Cadbury

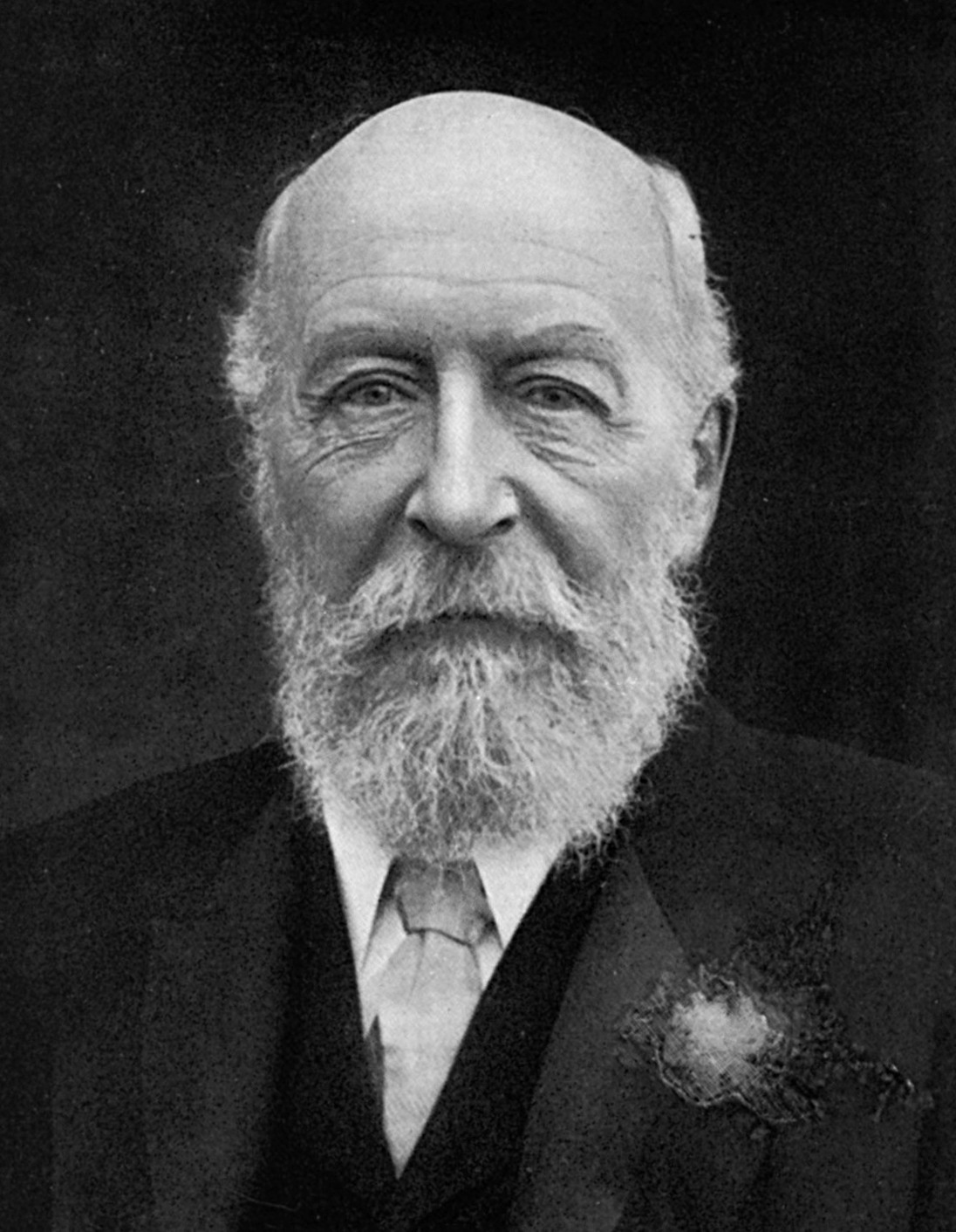
George Cadbury år 1917.

George Cadbury, född 19 september 1839 och död 24 oktober 1922, var en engelsk industriman.
Cadbury upparbetade den av farns grundade chokladfirman Cadbury & sons till ett av Englands största företag i sin bransch. Cadbury var från 1901 huvuddelägare i den stora liberala tidningen Daily news. 1909 inköpte hans familj även tidningen Star.